# Cola Turka
Cola Turka è una alternative cola prodotta dall'impresa turca Ülker che rifornisce, oltre al mercato locale, anche quello tedesco (in ragione dell'alto numero di immigrati turchi ivi presenti). La bevanda è stata introdotta anche in Austria. Cola Turka è stata sviluppata per competere con i due colossi americani (Coca Cola e Pepsi Cola) nonché per aiutare l'economia della Turchia cercando di far fuoriuscire meno capitale dal paese. Anche le campagne pubblicitarie create al momento del lancio del prodotto (nel 2003) sono state studiate per far comprendere ai turchi il doppio scopo di questa bevanda.

## Sponsorizzazioni
Cola Turka è l'attuale sponsor ufficiale del Beşiktaş JK, una delle principali società calcistiche di Istanbul.